# 鈴木和雄
鈴木 和雄（すずき かずお、1940年11月21日 - 2016年5月7日）は、日本の政治家。元群馬県みなかみ町長（1期）、元新治村長（5期）。利根沼田地域の「水源地特区」を目指し、『みなかみ水源地構想』を提唱していた。

## 経歴
- 1940年（昭和15年） - 11月21日、群馬県利根郡新治村出身。
- 1959年（昭和34年） - 3月、群馬県立沼田高等学校を卒業。
  - 5月、新治村役場に奉職。
- 1963年（昭和38年） - 7月、郵政省水上郵便局に勤務。
- 1968年（昭和43年） - 7月、日本電信電話公社渋川電報電話局勤務。
- 1971年（昭和46年） - 5月、30歳で新治村議会議員に初当選（5期連続）
- 1976年（昭和51年） - 7月、新治村社会福祉協議会長（2期）
- 1982年（昭和57年） - 1月、群馬サイクルスポーツセンター常勤理事に就任。
  - 7月、新治村議会議長に就任。
- 1984年（昭和59年） - 7月、新治村議会議長に再任。
- 1987年（昭和62年） - 12月、新治村議会議員を辞職。
- 1988年（昭和63年） - 7月、新治村長に初当選（5期連続当選）
  - 全国首長連携交流会/提言実践首長会副会長・群馬県町村会長・利根郡町村会長・利根沼田学校組合理事長（利根商業高等学校）利根沼田広域市町村圏振興整備組合副理事長を歴任。
- 2004年（平成16年） - 6月30日、利根西部合併協議会長に就任[3]。
- 2005年（平成17年） - 11月1日、みなかみ町長に当選（初代）
- 2009年（平成21年） - 10月29日、退任。
- 2014年（平成26年） - 3月、『みなかみ水源地構想』を提唱。
- 2015年（平成27年） - 3月25日、まちづくリビジョン最終報告を提出。
  - 4月1日、利根沼田学校組合教育委員会教育長に就任。
- 2016年（平成28年） - 5月7日、急性白血病のため死去、75歳[4]。

## 人物
群馬県利根郡新治村に農家の長男として生まれ、兼業農家として生計を立て30歳で村議会議員に初当選、47歳で新治村長。「農村公園構想」を策定し、「道の駅たくみの里・遊神館・フルーツ公園・まんてん星の湯」を事業化して、都市と農村の交流インフラを整備した。また「でんでこ座・三国館」・民話と紙芝居の家を建設し、芸術と文化の香る村づくりを推進。平成の大合併に取り組み、利根西部合併協議会長として実現。町長選挙が行われ、初代町長に就任。行財政改革行動指針、第1次総合計画、町づくり基本条例、『みなかみ・水・｢環境力｣宣言』等を策定し、活力ある町づくりの基盤を構築。2009年任期を満了し、みなかみ町長を退任。2014年、利根沼田地域を更なる「水源の確保」と水害時における安全対策（特に2020年夏季オリンピック開催期間、2020年7月24日～8月9日の集中豪雨対策）を最優先に取り組むべき「水源地特区」に指定を目指し、『みなかみ水源地構想』を提唱。
趣味はゴルフと読書で、司馬遼太郎等の歴史小説を愛読。子供は息子3人現在は妻、次男夫婦と男子2人、女子1人の孫の7人家族。